# ニュー・ビリビッド刑務所

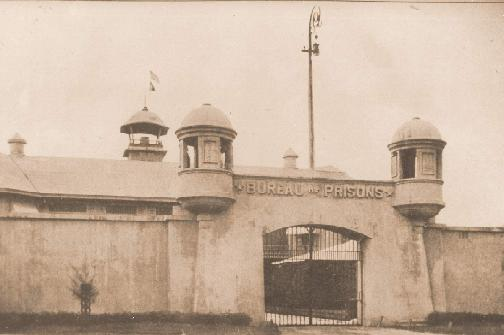
旧ビリビッド刑務所、1900年ころ撮影。

ニュー・ビリビッド刑務所（ニュー・ビリビッドけいむしょ、英語: New Bilibid Prison）は、フィリピンのモンティンルパにある、受刑者たちを社会から隔離する刑務所としてはフィリピンでも主要な施設である。管理運営は、司法省の矯正局 (BuCor) が担っている。2004年10月の時点で、収容されている受刑者は、16,747人であった。この刑務所は、当初の敷地面積が 551ヘクタール（1,360エーカー）あったが、そのうち 104ヘクタール（260エーカー）は、後に司法省の官舎建設に転用された。矯正局の本部は、ニュー・ビリビッド刑務所の管理区域内に置かれている。
過密な収用状況から、2019年には「服役者５人のうちの１人」「毎年約５２００人」が死亡していると報じられた。
フィリピン政府は、ヌエヴァ・エシハ州に官民協力方式で新たな地方刑務所を開設することを計画している。

## 歴史
後に、旧ビリビッド刑務所、オールド・ビリビッド刑務所 (Old Bilibid Prison) と称するようになった施設は、当時はスペイン語でカーセル・イ・プレシディオ・コレクシオナル（Carcel y Presidio Correccional：矯正刑務所及び軍事刑務所）として、マニラ中心部のマイハリケ・エステート (Mayhalique Estate) の一部である長方形の敷地を占めていた。旧刑務所は、1865年6月25日に、当時のスペイン植民地政府が開設していた。この施設は、矯正刑務所と軍事刑務所に分かれており、前者には 600人、後者には 527人を収容することができた。
犯罪の増加を受け、フィリピン・コモンウェルス政府は共和国法67号を施行し、新たな刑務所が、当時は「遠隔地」と見なされていたモンティンルパの551ヘクタール（1,360エーカー）の土地に建設された。モンティンルパは、マニラの中心部から離れた、バエ湖の湖畔にあった。ニュー・ビリビッドにおける建設工事は、1936年に始まり、100万ペソの予算が組まれた。1940年、収容者、設備、備品類など、全てがオールド・ビリビッドから移された。旧刑務所の施設は、マニラ市当局がマニラ市拘置所として使用した。1941年新たな施設は、正式にニュー・ビリビッド刑務所と命名された。

### 第二次世界大戦
第二次世界大戦中、日本がフィリピンを占領していた時期には、オールド・ビリビッドもニュー・ビリビッドも、捕虜 (POW) 収容所として使用され、さらに捕虜のための病院、捕虜のおもに日本国内など各地への移送センター、などが置かれた。13,000人以上の、大多数はアメリカ兵の捕虜たちは、第二次世界大戦中、おもにマニラ周辺の諸施設で処理されていた。収容されていた中には、500人ほどの民間人もおり、彼らは1944年12月にバギオ近郊のキャンプ・ホルムズ収容所からビリビッドに移されて来たのであった。何千もの捕虜たちが、ビリビッド刑務所から日本へヘルシップで送られる途中で、米軍の航空機や潜水艦の攻撃を受けて船が沈み、捕虜たちも命を落としたが、米軍は捕虜たちが乗っているとは把握していなかった。
オールド・ビリビッド刑務所は、日本軍がマニラやルソン島を占拠し続けている間ずっと、特別な収容者を拘束するために、引き続き日本軍の憲兵隊によって使用され続け、例えば、ビセンテ・リム将軍などはそうした収容者のひとりであった。
マニラの戦いが始まった1945年2月3日の夕刻、オールド・ビリビッド刑務所に収容されていたアメリカ人民間人たちは、間違いなくアメリカ人が話す声を壁の向こう側に聞いた。しかし、壁の向こう側のアメリカ兵たちは、ビリビッド刑務所の中に収容者たちがいることに気づかないようであった。アメリカ兵たちの目標は。2キロメートルほど（1マイルほど）離れたサント・トマス収容所にいた4千人の民間人の解放であった。刑務所近くでは、その夜、激しい戦闘があったが、刑務所を守っていた日本兵たちは翌朝には刑務所を放棄して撤退を決め、多数の捕虜や収容者たちに、その場に留まるよう告げた上で、門には「法に則り解放された捕虜と収容者が、当所に収容されている」との告知を掲げた。
解放された収容者たちは、ビリビッドにアメリカ合衆国の国旗を掲げたが、近傍で爆発があったため、撤退しようとしていた日本兵の一部が戻って来て、日本軍の砲兵隊に砲撃される恐れがあると警告した。午後7時になり、第37オハイオ州兵隊 (37th Ohio National Guard) が壁を破壊して刑務所内に突入した。
オールド・ビリビッド刑務所で解放された捕虜や収容者たちは、全部で 1,200名にのぼり、そのうち700名が軍人で、500名が民間人であった。民間人の収容者は、その後もひと月ほど、日本兵の掃討が済んでマニラの戦いが終わるまでビリビッドに留まった。収容者たちは、次いでレイテ島に渡り、そこからアメリカ合衆国へ帰国した。民間人収容者のひとりは、この帰国の経緯を「敵ではなく味方に振り回された (being badgered by friends rather than the enemy)」と述べた。元収容者たちは、帰国に要する経費としてひとり当たり275ドルを合衆国政府に支払う約束を強いられたことに憤慨した。民間人収容者の多くは、長くフィリピンに居住していた人々であったが、不本意ながらフィリピンを離れることになった。

### 戦後
第二次世界大戦後、ニュー・ビリビッド刑務所は、日本人戦犯者の収容施設となり、106名が収容されて17名がここで処刑された。
当時、ニュー・ビリビッド刑務所には、1949年に教誨師として日本から派遣された僧、加賀尾秀忍が囚人とともに生活していた。1951年1月19日に、突如14名の死刑囚が処刑された「中村ケース」に接した加賀尾は、以降、収容者たちの助命嘆願の活動を展開し、これを契機として収容者が作った「あゝモンテンルパの夜は更けて」が渡辺はま子の歌唱で広く知られるようになり、遂には1953年6月27日にエルピディオ・キリノ大統領による恩赦がなされ、収容者全員が帰国する運びとなった。
その後、敷地の一角に日本人戦犯の慰霊墓地が設けられ、併せて日本庭園が整備されたが、これは岸信介の意向で「フィリピンの靖国神社」とすることを意図したものであったという。

### 移設計画
2014年6月5日、矯正局やニュー・ビリビッド刑務所を所管する司法省次官フランシスコ・バラーン3世 (Francisco Baraan III) は、国立刑務所をヌエヴァ・エシハ州ラウルのサン・イシドロ地区（バランガイ）に移設すると発表した。

## 施設

### 刑場
電気椅子により死刑を執行する刑場は、ニュー・ビリビッド刑務所の最厳重警備区域14号棟に設けられていた。2015年の時点では、この場所は最厳重警備を要する収容者の収容区画となっている。また、かつて薬剤注射による死刑が執行されていた部屋は、現在は矯正局の博物館 (Bureau of Corrections (BuCor) Museum) となっている。

### 娯楽施設
収容者たちは、刑務所の屋内運動場に設けられたバスケットボール・コートで時間を過ごすことも、手工芸品の製造に取り組むこともある。刑務所内では、様々な宗教教派の活動が盛んであり、刑務所内のカトリックの礼拝堂ではミサが毎日執り行われている。活動している教派等には、セブンスデー・アドベンチスト教会、アメイジング・グレイス・クリスチャン・ミニストリーズ (Amazing Grace Christian ministries)、フィリピン・イエズス会の刑務所奉仕 (Philippine Jesuit Prison Service)、カリタス・マニラなどがあり、収容者たちへの医療サービスも提供されている。

### 教育施設
刑務所内の教育施設では、初等教育、中等教育、職業訓練、成人向けの識字教育が行われている。さらに、商学分野の学士号も授与されている。 ニュー・ビリビッド刑務所には、「タリパパ (talipapa)」（「市場」の意）も設けられており、収容者たちは、ここで物品を買うことができる。

### カタルンガン・ビレッジ
1991年9月5日、フィリピンの大統領であったコラソン・アキノは、大統領令792号を発令し、更にその後1992年12月15日の大統領令120号を併せて、 ニュー・ビリビッドの敷地のうち 104.22ヘクタール（257.5エーカー）を、司法省職員などの公務員の官舎とするため住宅地として開発することとした。この住宅地開発は「正義」を意味する「カタルンガン」・ビレッジと名付けられた。

## 著名な収容者
- アマド・V・ヘルナンデス - 文学分野のフィリピン国民芸術家（英語版）となった作家で、投獄中に代表作を執筆した[23]
- ロビン・パディーラ（英語版） - 俳優。違法な武器所持で2年間の刑に服している間にイスラム教に改宗し、第1夫人 リーズル・シカングコ (Liezl Sicangco) と獄中結婚した[24]。1998年にフィデル・ラモス大統領から恩赦を与えられ、釈放された[25]。
- クレア・フィリップス（英語版） - アメリカ合衆国のスパイで、1951年に自由勲章（英語版）を授与された。
- ホーヴィトー・サーローンガー（英語版） - 元フィリピン元老院議員。第二次世界大戦下の日本占領期の初期、1942年4月に、日本の憲兵隊によって拘束され、収容された[26]
- クラウディオ・テーハンケー・ジュニア (Claudio Teehankee, Jr.) - 最高裁判所長官（英語版）クラウディオ・テーハンケー・シニア（英語版）の息子で、1995年10月6日に、殺人及び殺人未遂で有罪判決を受けた（ハルトマン＝チャップマン殺人事件（英語版））[27]。
- ヒューバート・ウェッブ（英語版） - 元元老院議員フレディ・ウェッブ (Freddie Webb) の息子で、1991年のビスコンデ家殺人事件（英語版）に関わったとして、2000年1月6日に有罪判決が下された[28]。後に最高裁判所（英語版）は、2010年12月14日にウェッブを赦免した[29]。
- 山下奉文 - 大日本帝国陸軍陸軍大将、1944年当時のフィリピン方面軍司令官。日本占領期の戦争犯罪への関与の嫌疑で戦犯者として裁判を受けている間、ここで拘束され、1946年2月23日にラグナ州ロス・バーニョス（英語版）で絞首刑となった[30]。
- ルイス・タルク - 1954年に反乱罪に問われ、12年の刑に服した[31]:143–144。後に、その他の罪にも問われて、終身刑4回が宣告された[31]:144–147。タルクは、フェルディナンド・マルコス大統領によって、1968年に恩赦を与えられた[32]。